# Woods of Ypres
Woods of Ypres foi uma banda canadense de blackened doom metal de Ontario. A banda foi fundada em Windsor em 2002, inicialmente composta por três membros: David Gold, Aaron Palmer e Brian McManus. Sua formação foi alterada com frequência, tendo mais de 20 membros ao longo dos anos. O único membro constante era multi-instrumentista e vocalista, David Gold. A banda terminou após a morte de Gold em dezembro de 2011, pouco antes de lançar seu álbum Woods 5: Grey Skies & Electric Light, que ganhou o prêmio JUNO de 2013 da Música de álbum de Metal/Hard do ano.

## Biografia

### Formação e história
Woods foi fundada em 2002 por David Gold e Aaron Palmer. Gold nomeou a banda depois de conhecer uma música chamada "Woods of Ypres" de uma banda de Windsor, Fact of Death. Juntamente com Brian McManus, a banda lançou a primeira demo, Against the Seasons: Cold Winter Songs from the Dead Summer Heat, e o trio expandiu-se posteriormente a um quinteto para os concertos de 2003. Aaron mudou-se após a gravação do primeiro álbum, e mais tarde, uniu-se novamente a David Gold para um projeto chamado The Northern Ontario Black Metal Preservation Society.
Em dezembro de 2003, Gold mudou-se para Toronto para começar a trabalhar em um álbum completo. Em 2004, o primeiro álbum completo da banda, "Pursuit of the Sun & Allure of the Earth", foi lançado na gravadora de David Gold, Krankenhaus Records. O terceiro álbum Woods of Ypres, Woods III: The Deepest Roots and Darkest Blues, foi lançado no final de 2007. Contrastando os dois álbuns, a crítica Laura Taylor escreveu: "Enquanto Pursuit of the Sun beirava o Pink Floyd metalizado, o álbum mais recente desenterra uma das inspirações mais escuras e sombrias de metal da banda". Em 2008, a banda foi destaque na capa da Unrestrained! Magazine.
Depois de uma temporada de trabalho na Coreia do Sul, David Gold levou a banda para sua cidade natal, Sault Ste. Marie, Ontario em 2008, onde gravaram seu quarto álbum, Woods IV: The Green Album no ano seguinte. A revista mensal canadense Exclaim! chamou o Woods IV de "criatura mais amorfa e poderosa da banda até agora". No início de 2009, Woods of Ypres lançou também uma compilação de 12 das canções de seus três principais álbuns, intitulado Independent Nature 2002-2007 e um single em vinil da canção Allure of the Earth, que contou também com uma versão orquestrada desta, dos violoncelistas australianos Sebastian Simpson e Chris Doig.
Sessões para um EP inédito chamado Woods 4.5: You Were The Light foram feitas em Sault Ste. Marie em 2010, mas apenas duas faixas das sessões foram lançadas como parte de um single em vinil chamado Home em 2011, que foi anteriormente referido como Woods 4.5 em algumas entrevistas. A banda anunciou sua separação no final de 2010, em parte devido à viagem do vocalista David Gold para o Kuwait por motivos de trabalho, mas foi anunciado que a separação seria falsa, e que Woods teria assinado com a Earache Records, a qual lançaria mais tarde dois últimos álbuns de estúdio da banda.

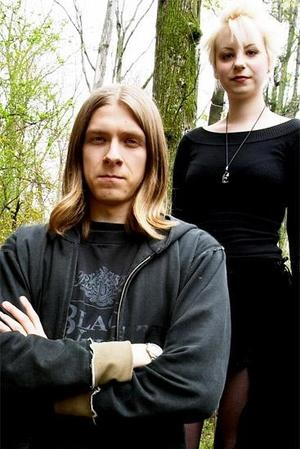
David Gold e Jessica Rose em 2004.

A formação de Woods foi visivelmente instável desde a sua criação, apenas David Gold manteve-se em todos os lançamentos da banda. As formações de Woods of Ypres ao vivo variaram de três a seis membros, com formações quase completamente diferentes quando Gold as reformulava, enquanto dois de seus álbuns completos creditam apenas dois músicos como membros oficiais da banda. Singles e compilações de lado, o único membro da banda a aparecer em dois dos principais álbuns da banda exceto Gold foi a tecladista Jessica Rose, que performou em Pursuit of the Sun & Allure of the Earth e Woods III.
Todos os álbuns de Woods of Ypres (exceto Woods 5) tiveram seu lançamento inicial em gravadoras independentes de David Gold,. incluindo a Krankenhaus Records, de 2004 a 2009, e Practical Art Records de 2009 a 2011. Enquanto Krankenhaus lançou álbuns de alguns bandas diferentes de metal canadense, a Practical Art lançou somente álbuns de projetos musicais em que David Gold performou. Woods of Ypres era conhecida por sua independência e pelas turnês marcadas pelo Canadá e Estados Unidos.

## Morte de David Gold e separação
Woods of Ypres executou o que viria a ser o seu último concerto em Richmond, Virginia em 9 de junho de 2011. Os membros David Gold e Joel Violette gravaram o último álbum de estúdio da banda, Woods 5: Grey Skies & Electric Light em agosto deste ano no Beach Road Studios em Goderich, Ontario.
David Gold morreu aos 31 anos, em 21 de dezembro de 2011, numa colisão com um automóvel perto de Barrie, Ontario. A morte de Gold interrompeu os planos de Woods of Ypres de realizar sua primeira turnê europeia no início de 2012, assim como planos de estreia de novos membros, Brendan Hayter e Rae Amitay. O guitarrista Joel Violette alegou em entrevistas que Woods of Ypres não continuaria gravando e indo pra estrada sem Gold, terminando efetivamente a banda. O quinto e último álbum de estúdio da banda, Woods 5, foi lançado em 27 de fevereiro de 2012 na Europa, e dois meses depois nos Estados Unidos. A banda recebeu uma nomeação póstuma do JUNO na categoria música de álbum de Metal/Hard do ano em fevereiro de 2013, e ganhou o prêmio em abril.
Concertos de tributo oficiais em Toronto e Sault Ste. Marie foram realizados em abril de 2012 em memória de David Gold, com bandas como Kittie e Novembers Doom. A festa de lançamento do CD Woods 5 foi feita, enquanto Joel Violette, Bryan Belleau e Rae Amitay fizeram um tributo acústico do material de Woods. Um álbum tributo de Woods of Ypres masterizado por Dan Swanö chamado Heart of Gold: A Tribute to Woods of Ypres foi lançado, no qual 19 artistas e bandas diferentes fizeram covers de músicas de Woods of Ypres. Os membros sobreviventes da formação final banda tem juntado forças desde então, na banda de black metal Thrawsunblat com sede em New Brunswick, Canadá.

## Membros

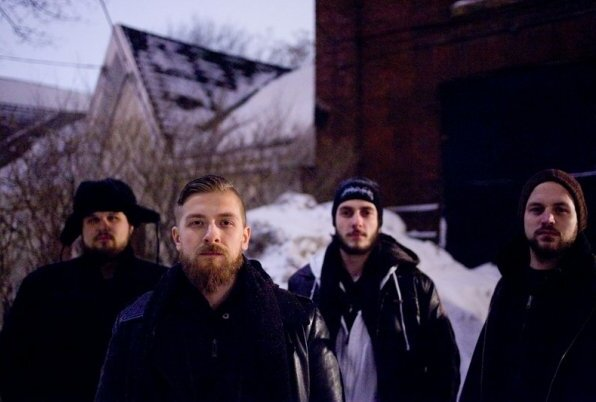
Woods of Ypres no início de 2009. Da esquerda para a direita: Bryan Belleau, David Gold, Steve Furgiuele e Evan Madden

### Formação final
- David Gold — vocal, guitarras, bateria, baixo, teclado (2002–2011)
- Joel Violette — guitarra solo, baixo, piano (2010–2011)
- Brendan Hayter — baixo (2011)
- Rae Amitay — bateria (2011)

### Outros membros
- Brian McManus - guitarra, vocais (2002-2003)
- Aaron Palmer - baixo, vocais (2002-2003)
- Robin Cross - vocais (2003)
- Dustin Black - guitarra (2003)
- Colin Wysman - guitarra (2003)
- Chris Jones - vocais (2003-2004)
- Mark Beshai - guitarras (2003-2004)
- Steve Jones - guitarras (2003-2004)
- Jordan Buryj - guitarras (2003-2004)
- Connor Sharpe - baixo (2003-2004)
- Jessica Rose - teclado (2004-2007)
- Dan Hulse - guitarra, baixo, vocais (2005-2008)
- Chris "Mezz" Mezzabotta - bateria (2005-2008)
- Shawn Stoneman - guitarra (2007-2008)
- Evan Madden - bateria (2008-2011)
- Lee Maines - guitarra (2008)
- Brian Holmes - teclado (2008)
- Steve Furgiuele - baixo (2008-2009)
- Bryan Belleau - guitarra (2008-2010)
- Vinícius Perez - guitarra, vocais (2009)
- Shane Madden - baixo (2009-2011)

## Discografia

### EP's
- Against the Seasons: Cold Winter Songs from the Dead Summer Heat (2002, Krankenhaus Records, Night Birds Records)

### Álbuns completos
- Pursuit of the Sun & Allure of the Earth, (2004, Krankenhaus Records)
- The Deepest Roots and Darkest Blues, (2008, Krankenhaus Records)
- Woods IV: The Green Album (2009, Practical Art Records, Earache Records)
- Woods 5: Grey Skies & Electric Light, (2012, Earache Records)

### Outros lançamentos
- Independent Nature 2002-2007 - compilação (2009, Krankenhaus Records)
- Allure of the Earth - single em vinil (2009, Krankenhaus Records)
- Home - single em vinil (2011, Practical Art Records)